# The Wishing Ring: An Idyll of Old England
The Wishing Ring: An Idyll of Old England é um filme mudo de comédia dramática norte-americano de 1914, dirigido por Maurice Tourneur e estrelado por Vivian Martin. Foi baseado na peça homônima de Owen Davis, que ocorreu na Broadway, estrelada por Marguerite Clark, e as filmagens do filme ocorreram em Fort Lee, Nova Jérsei pela World Film Corporation.
Foi pensado para ser um filme perdido, mas uma impressão de 16mm foi redescoberto na Inglaterra pelo historiador de cinema, Kevin Brownlow.
Em 2012, o National Film Registry selecionou o filme para a preservação.

## Elenco
- Vivian Martin - Sally
- Alec B. Francis
- Chester Barnett
- Gyp Williams - O órfão
- Simeon Wiltsie
- Walter Morton - Sr. Annesley
- Johnny Hines - Jolly Boy
- Rose Melville - Sis Hopkins
- Frederick Truesdell
- Holbrook Blinn
- James Young